# Sterculia yuanjiangensis
Sterculia yuanjiangensis är en malvaväxtart som beskrevs av Hsiang Hao Hsue och S.J. Xu. Sterculia yuanjiangensis ingår i släktet Sterculia och familjen malvaväxter. Inga underarter finns listade i Catalogue of Life.